# Iglesia de San Pedro ad Vincula (Torralba de Aragón)
La iglesia de San Pedro ad Vincula en Torralba de Aragón (Provincia de Huesca, España) es un edificio del gótico tardío que sufrió múltiples añadidos y reformas en época renacentista, entre las que destaca su cambio de orientación. 
Consta de una amplia nave única, cuyo primitivo crucero fue transformado en dos capillas laterales en el siglo XVI, momento en que la cabecera poligonal se convirtió en los pies del templo, instalándose allí un coro alto, y los pies pasaron a ser la nueva cabecera recta, quedando adosada a ésta la torre mudéjar que completa el conjunto. 
Al interior, al que se accede por una sencilla portada cobijada por un atrio, destacan las bóvedas de crucería estrellada con terceletes de la nave principal, así como las cubiertas de las dos capillas laterales. 
Al exterior, la fábrica de mampostería aparece recorrida en la parte superior del muro meridional por una galería de arquillos de medio punto realizada en ladrillo, que también fue un añadido del siglo XVI y que confiere a la construcción un aire civil. 
La torre también está realizada en ladrillo, presenta planta cuadrada y cuatro cuerpos en altura; el último se encuentra abierto y en él se alojan las campanas. Su decoración se basa en motivos de tradición mudéjar como esquinillas, zig-zags, rombos y cruces de múltiples brazos.